# Fiume Sham Chun
Il fiume Sham Chun o fiume Shenzhen è un fiume che funge da confine naturale tra Hong Kong e la Cina continentale, insieme al fiume Sha Tau Kok e alla Deep Bay.

## Descrizione

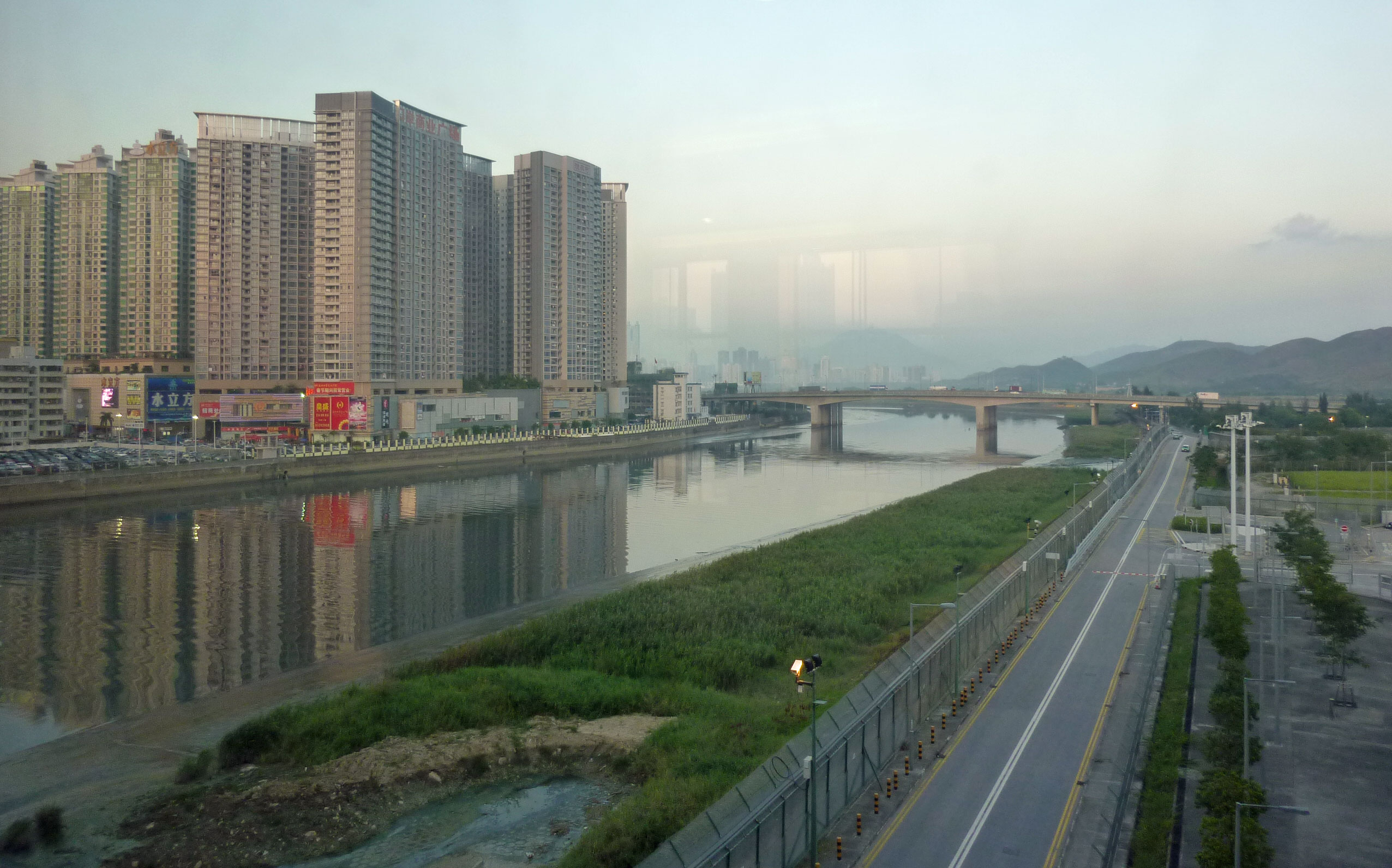
Confine tra Shenzhen e Hong Kong, separati dal fiume Sham Chun

Faceva parte del limite territoriale della convenzione per l'estensione del territorio di Hong Kong, un contratto di locazione stipulato tra Impero britannico e Cina.
Separa il distretto di Yuen, il distretto nord di Hong Kong e la città di Shenzhen. La sua sorgente è localizzata sulle Wutong Mountain, a Shenzhen. I suoi affluenti sono il fiume Ping Yuen, il fiume Shek Sheung, il fiume Sheung Yue, il fiume Ng Tung, il fiume Buji e il fiume Tan Shan.
Il fiume sfocia nella Deep Bay (noto anche come Hau Hoi Wan e Shenzhen Bay). Le paludi di Mai Po sono il suo estuario.